# Вознесенка (Старобешевский район)
Вознесенка (укр. Вознесенка) — село на Украине, находится в Старобешевском районе Донецкой области. Под контролем самопровозглашённой Донецкой Народной Республики.

## География
Расположено на реке под названием Кальмиус, на южном берегу образованного ей Старобешевского водохранилища.

#### Соседние населённые пункты по странам света
СЗ: —
С: Александровка, Новый Свет (все выше по течению Кальмиуса)
СВ: Светлое, Чумаки
В: Горбатенко
ЮВ:  Береговое (ниже по течению Кальмиуса)
Ю, ЮЗ, З: Старобешево (ниже по течению Кальмиуса)

## Население
Население по переписи 2001 года составляло 95 человек.

## Общие сведения
Код КОАТУУ — 1424580503. Почтовый индекс — 87200. Телефонный код — 6253.

## Адрес местного совета
87232, Донецкая область, Старобешевский р-н, с.Александровка, ул.Мира, 30в